# 湧水庭園「四明荘」
湧水庭園「四明荘」（ゆうすいていえん しめいそう）は、長崎県島原市新町2丁目125にある史跡（邸宅・庭園）。
庭園が国の登録記念物、主屋と表門が国の登録有形文化財。旧伊東家住宅（きゅういとうけじゅうたく）とも呼ばれる。「水屋敷」として親しまれている。

## 歴史

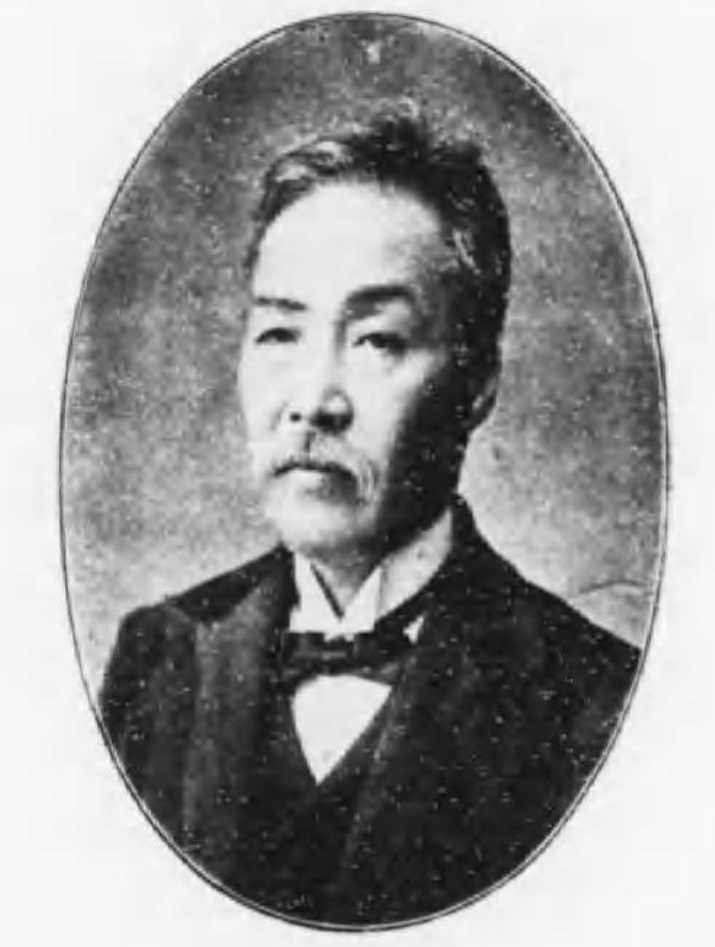
四明荘を建てた伊東元三

### 竣工
島原市中心部の「鯉の泳ぐまち」の一角にある。明治後期から大正初期頃、開業医の伊東元三が別邸として四明荘を建てた。四方の眺望が優れていることが名称の由来であり、建てられた当初は有明海も見渡せたという。伊東は医業の傍らで島原町会議員も務めた。庭園は昭和初期に禅僧を招いて作庭させたと伝わる。

### 保存と公開
もとは個人所有であり、島原市が貸借して一般開放していた。2008年（平成20年）、7月28日、庭園が「旧伊東氏庭園（四明荘庭園）」という名称で国の登録記念物に登録された。
2010年（平成22年）春、島原市が土地と建物を買収した。島原市は総事業費8000万円で整備を行い、2010年度（平成22年度）には屋根や建物内部の改修を行った。2010年（平成22年）12月頃に湧水庭園「四明荘」として開園し、開園式では横田修一郎市長がニシキゴイの放流を行った。
2014年（平成26年）4月25日、主屋と表門が「旧伊東家住宅（四明荘）主屋」「旧伊東家住宅（四明荘）表門」という名称で国の登録有形文化財に登録された。2015年（平成27年）3月31日には近隣に鯉の泳ぐまち観光交流センター「清流亭」もオープンした。

## 建築

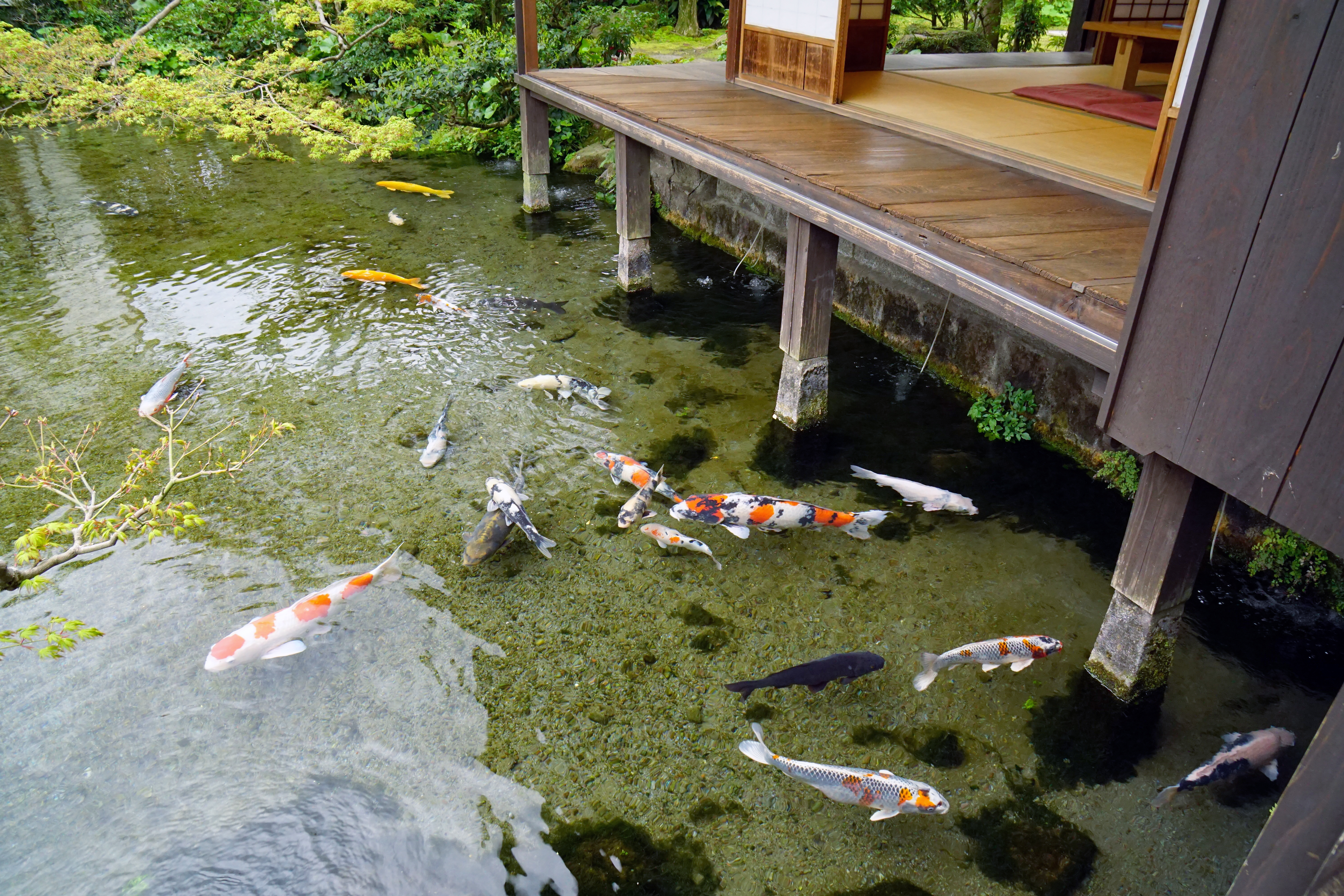
池に張り出した座敷

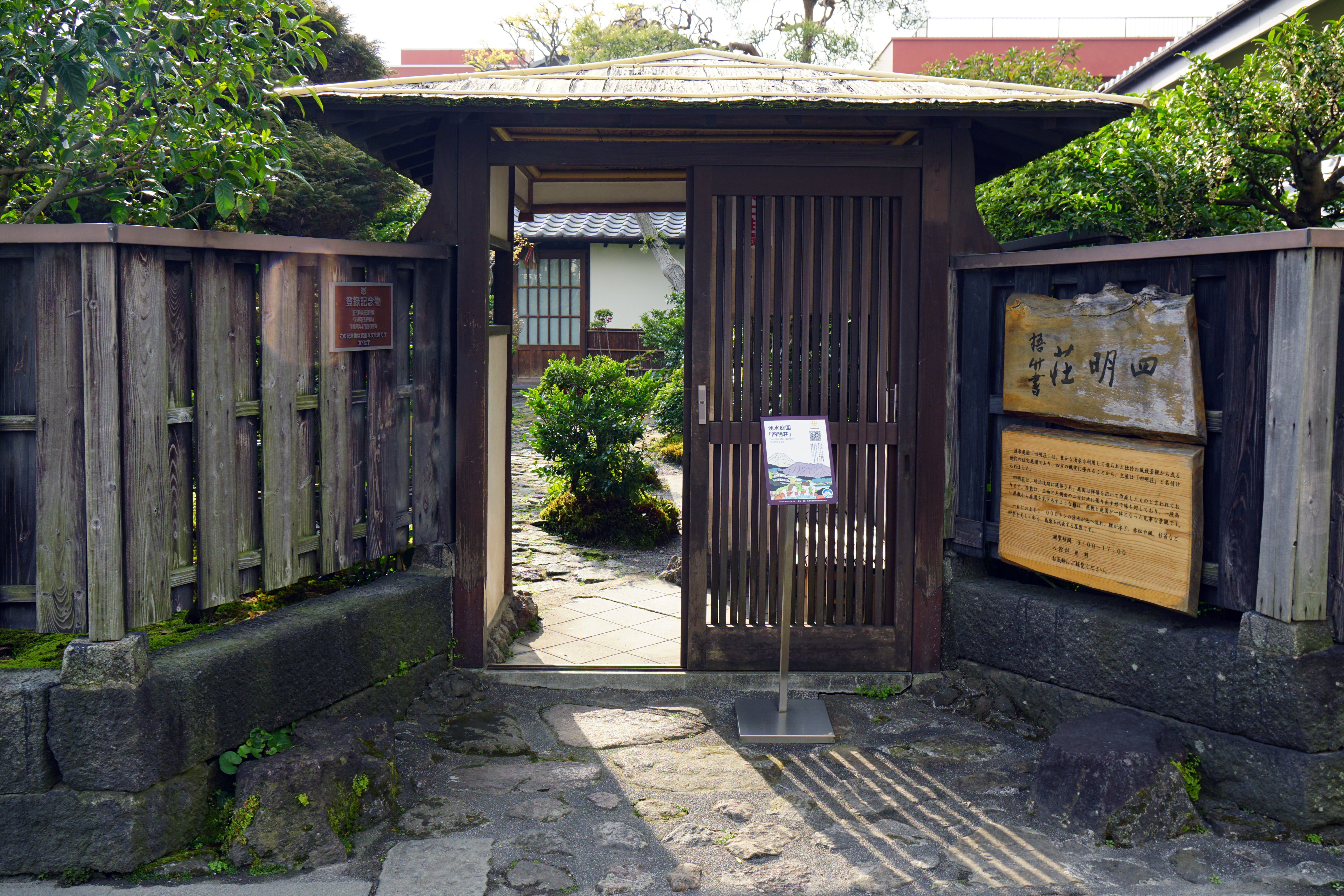
表門

### 主屋
木造、平屋建（一部2階建）、瓦葺。中廊下の南側には数寄屋造りの座敷があり、座敷の正面と左側面は池に張り出している。一段高い座敷から庭園を見下ろす建築様式はどの邸宅とも異なるとされる。中廊下の北側には玄関や台所などが配されている。居室棟の裏手には4つの中島を有する四角形の池がある。

### 表門
木造、杉皮葺。間口1.6メートル。通りに東面して数寄屋造りの表門がある。細い木柄を持つ宝形造の門であり、南西隅の柱は吊柱である。

### 庭園
昭和初期に禅僧によって作庭されたと伝わる池泉庭園がある。庭園にはアカマツやカエデなどが植えられ、足元にはスギゴケがみられる。鯉が泳ぐ池には一日約3,000トンの湧水が自噴する。

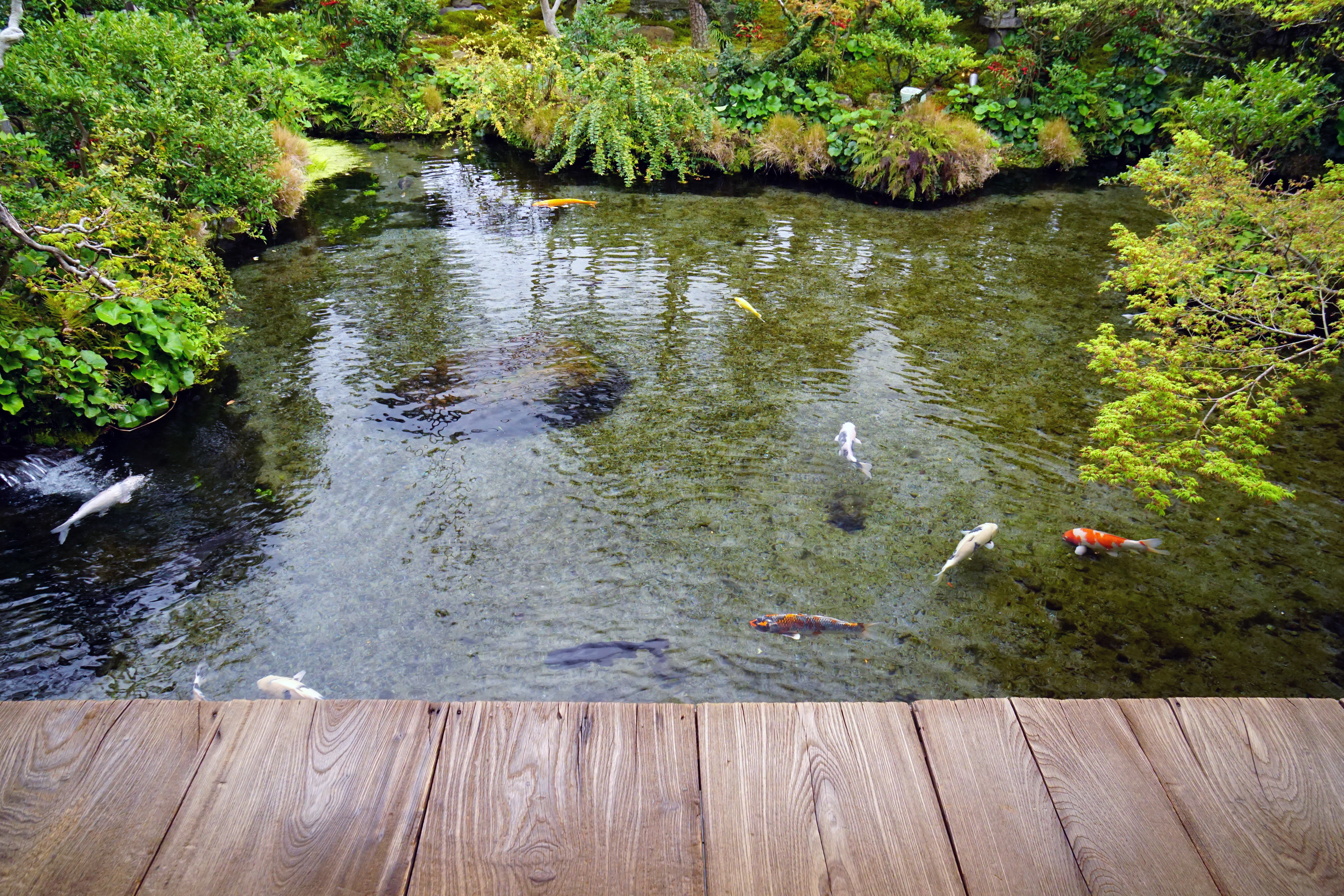
庭園と池
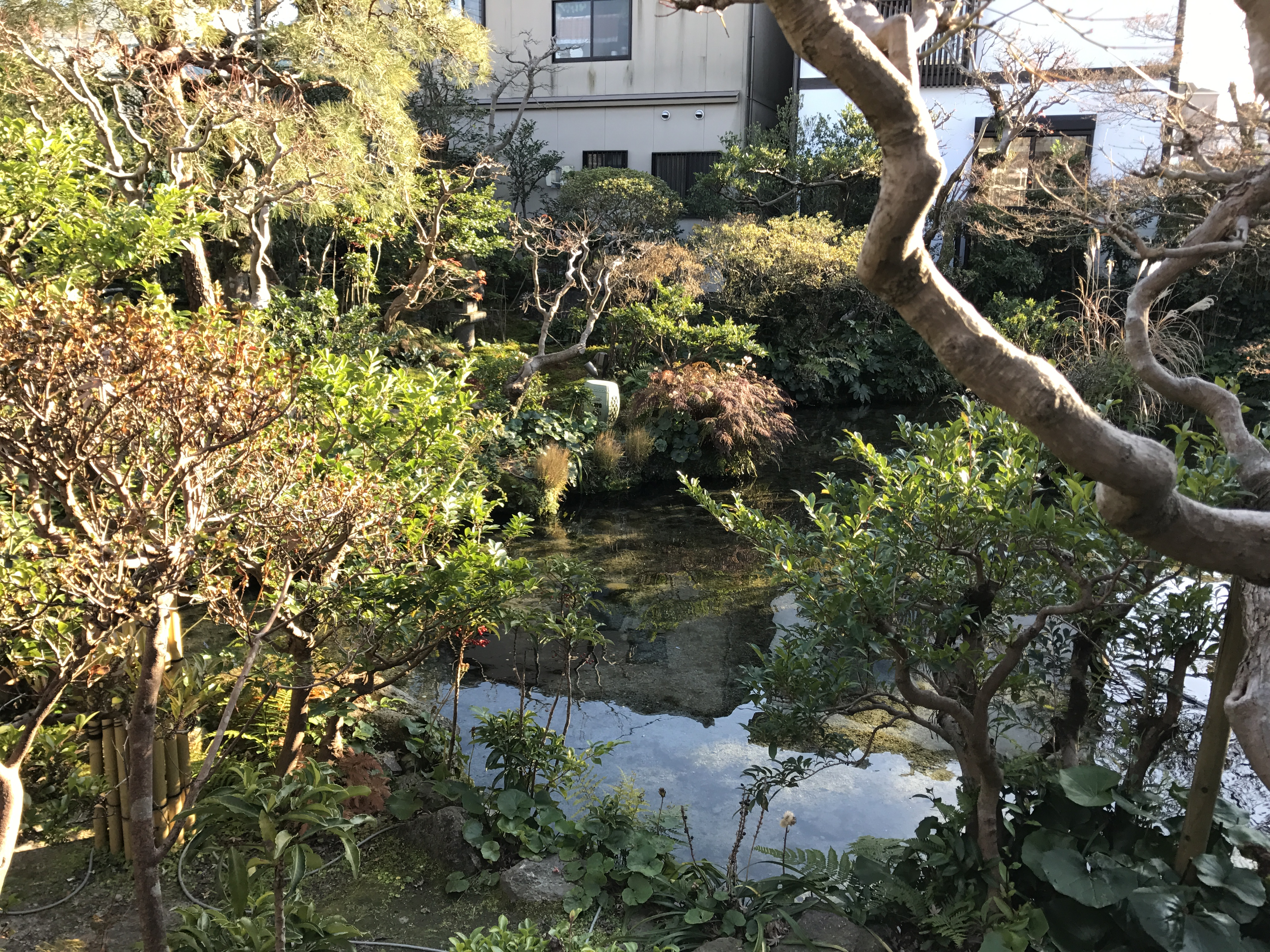
庭園と池
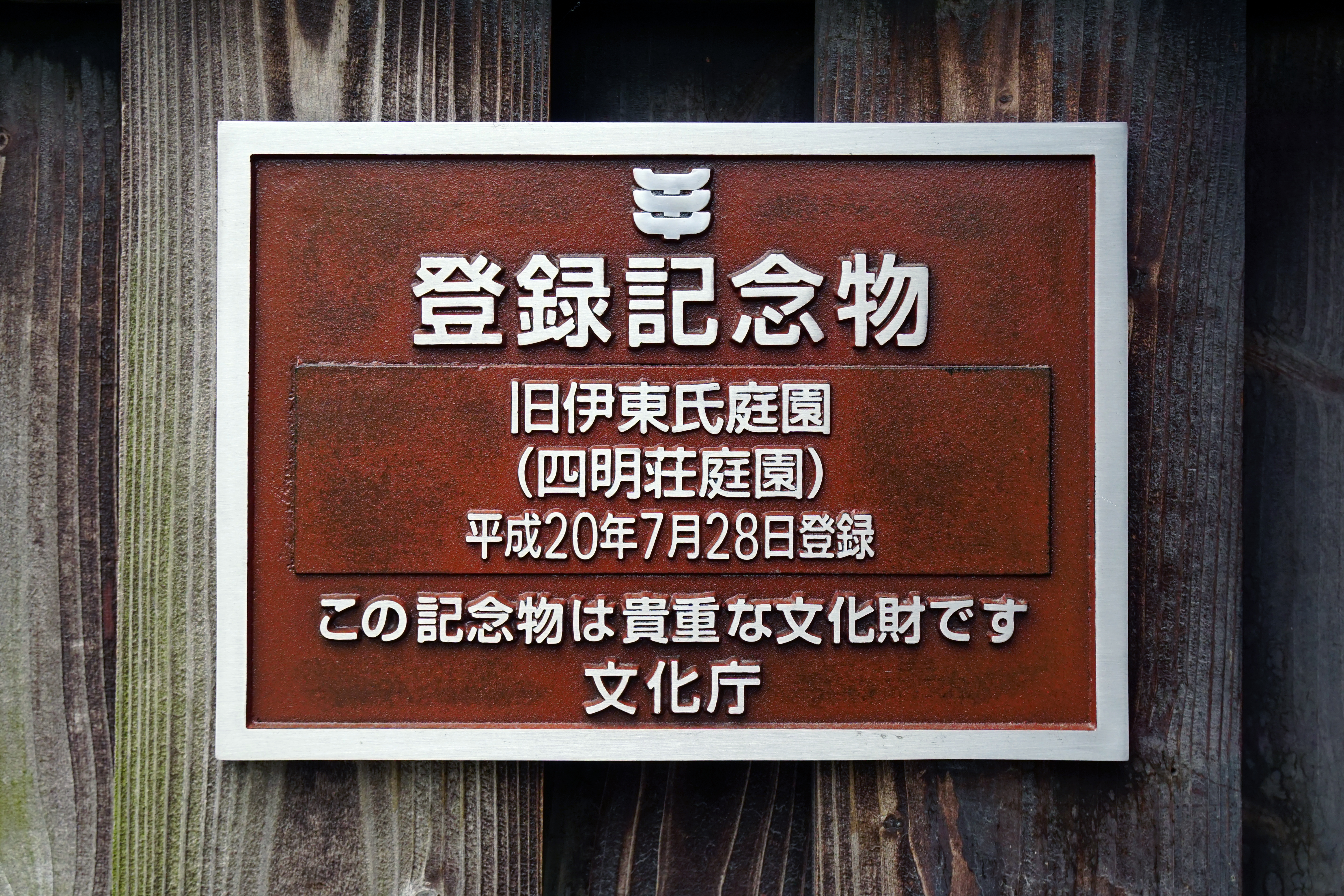
登録記念物のプレート

## 利用案内
- 開館時間 - 9時から18時[2]
- 休館日 - なし[2]
- 入場料 - 大人400円、小人200円、未就学児無料[2]